# Larix lyallii
Il Larix lyallii, chiamato anche larice subalpino o semplicemente larice alpino, è una conifera decidua appartenente al genere Larix, di cui fa parte anche il larice europeo o larice comune (Larix decidua). Originaria del Nord America occidentale (Pacific Northwest) in una zona compresa tra Canada e Stati Uniti, vive a quote molto elevate (in media 1520-2440 m con un massimo di 3020 m) nelle zone montuose temperato-fredde di Idaho, Montana, Columbia Britannica e Alberta. Raramente si spinge al di sotto dei 1980 m, anche se è presente, in aree particolarmente vocate, fino a 1370 m. Esiste anche una popolazione disgiunta nella parte nord della Catena delle Cascate situata nello Stato di Washington (USA) e in Columbia Britannica (Canada). È protetto nel North Cascades National Park (Stati Uniti) e nel Parco nazionale Banff (Canada). 
Il Larix lyallii è una conifera resistente agli estremi termici freddi ed è in grado di sopravvivere alle basse temperature delle zone d'alta quota. Si adatta a suoli rocciosi di ridotto spessore, motivo per cui l'albero riesce a raggiungere il limite superiore subalpino e alpino della vegetazione arborea. Tuttavia, questo larice può crescere in una moltitudine di varietà di suoli, anche più evoluti, in aree non ombreggiate purché il substrato sia umido ma ben drenato. Per vegetare al meglio quest'albero necessita di zone ricche d'acqua, la cui biodisponibilità nel suo ambiente di crescita è però fortemente limitata dallo stato fisico in cui si presenta per gran parte dell’anno (ghiaccio) e dalla forma in cui giunge in maggioranza a terra (neve). Il clima delle zone native è caratterizzato dalla presenza di inverni lunghi e freddi. Per questo motivo, come tutti i larici, ha sviluppato la caratteristica, atipica tra le conifere, di perdere le foglie in autunno, evitando in tal modo che l'acqua presente in esse congeli danneggiando i tessuti teneri e facilitando così una migliore sopravvivenza della specie.

## Origine del nome

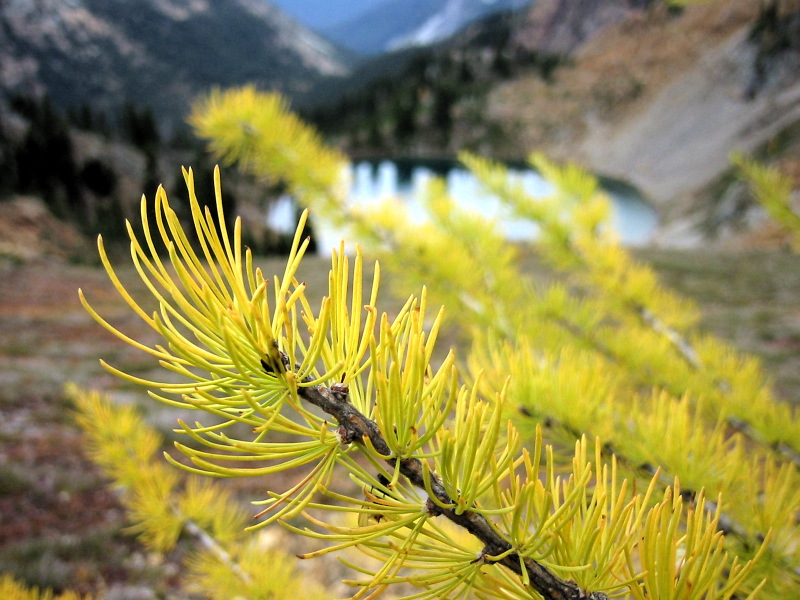
Aghi in veste autunnale

Deriva dall'inglese Subalpine Larch, che si riferisce al fatto che questo albero sviluppa in ambienti che altrimenti sarebbero solamente tundra alpina spoglia o con basse e rade specie erbacee d'alta quota.
Questo larice nordamericano venne classificato e descritto sistematicamente per la prima volta dal botanico italiano Filippo Parlatore il 3 novembre 1863. Il nome scientifico attualmente accettato è Larix lyallii e fu dato da Parlatore stesso in onore al medico e naturalista scozzese David Lyall, che scoprì la specie nel 1858. Entrambi gli esploratori botanici osservarono le notevoli capacità di quest'albero nel formare radi boschetti puri di sopra dei limiti della vegetazione arborea. Per questo larice non esistono sottospecie, varietà o forme particolari note: si presume che le ristrette tolleranze ambientali, il lungo ciclo riproduttivo e la distribuzione geografico-altitudinale ristretta possano aver limitato le possibilità di sviluppo della variazione genetica.

## Sistematica
Appartiene alla famiglia delle Pinacee sottofamiglia Laricoidee, i cui appartenenti hanno un’origine filogenetica comune e presentano, a differenza delle altre sottofamiglie, aghi inseriti sia su macroblasti che su brachiblasti (Larix spp., Pseudotsuga spp., Cathaya). Il corredo cromosomico di Larix lyallii è 2n = 24, simile a quello della maggior parte degli altri alberi della famiglia delle Pinacee.

## Descrizione

### Portamento e chioma
Il Larix lyallii è una conifera resinosa di dimensioni medio-piccole, che cresce solitamente dai 10 ai 25 m di altezza (massimo 45-50 m in casi eccezionali), mostrandosi più breve e contorto ad altitudini più elevate e nelle zone particolarmente battute dal vento. Raggiunge un diametro medio del tronco di circa 1,2 m negli esemplari adulti. Spesso rimane piccolo e stentato a causa dell'ambiente estremo (freddo e ventoso) in cui vive e arriva al pieno del proprio sviluppo solamente nelle zone più vocate.

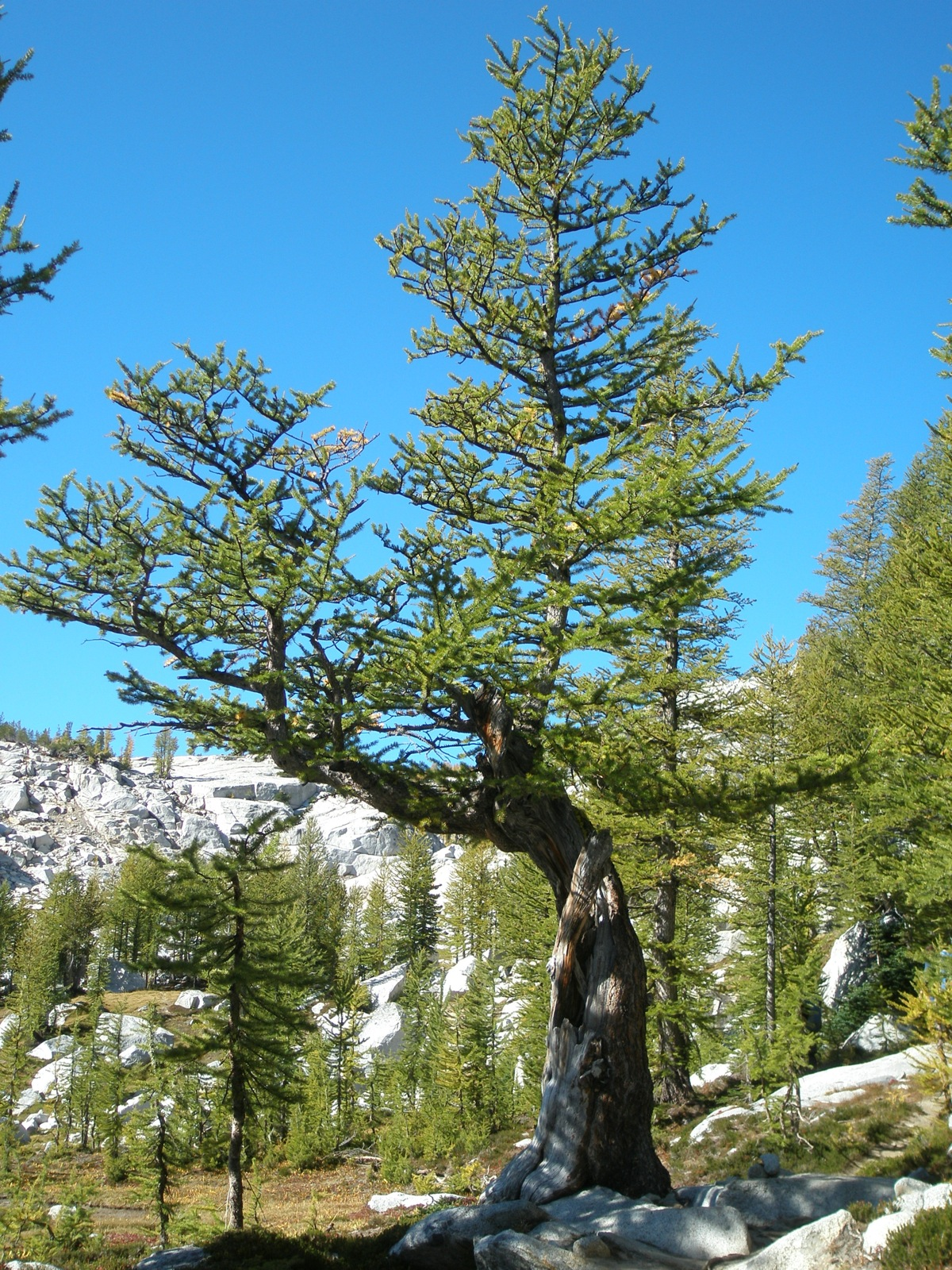
Esemplare in una lariceta di Washington

Ha tronco dritto con chioma snella, sparsa, rada ma compatta, irregolarmente piramidale-conica e stretta (abetoide). Ha rami spessi e cilindrici disposti orizzontalmente al tronco, di tanto in tanto caratteristicamente penduli, irregolarmente distanziati e contorti, che rimangono attaccati al fusto anche da secchi. I ramoscelli sono finemente tomentosi per i primi 2-3 anni e di colore bianco-giallastro. Possiede germogli anch'essi tomentosi, con squame ciliate. Il rivestimento di finissima peluria bianca che questo larice forma sui giovani germogli rimane presente per almeno un anno: si presume che questo serva a diminuire le perdite d'acqua, fungendo da isolante. Il cimale è presto lignificato per contrastare l’azione del gelo e della neve. Le piante giovani hanno fusti molto flessibili e poco lignificati che permettono loro di resistere a slavine e nevicate abbondanti piegandosi in maniera elastica. A differenza di altre conifere d’alta quota, il Larix lyallii ha poca tendenza a crescere in forma arbustiva e questo, unito agli aghi decidui, lo rende capace di minimizzare e contrastare l’impatto delle precipitazioni nevose in maniera più efficiente.

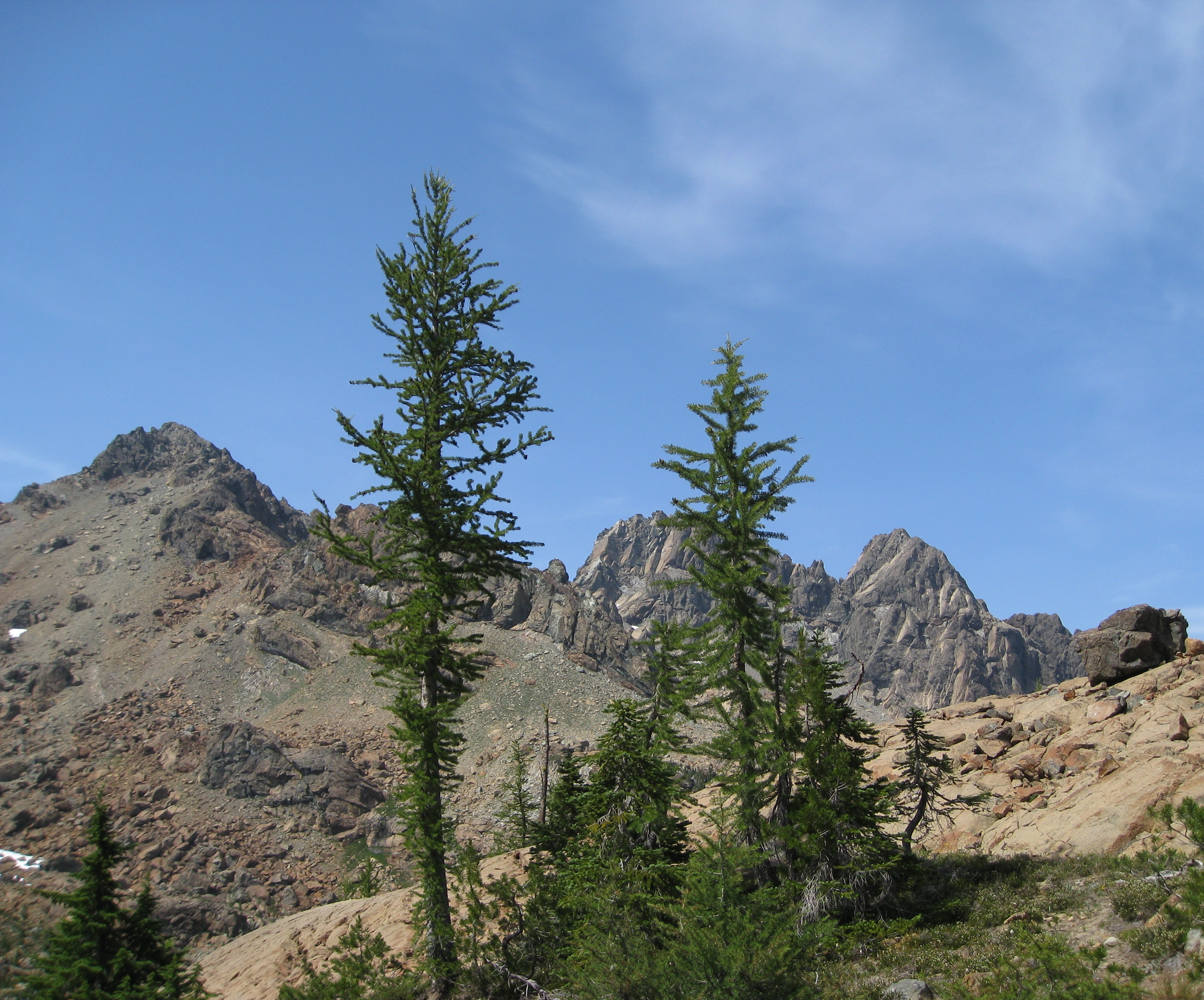
Esemplari d’alta quota con portamento a candela

Le radici sono fittonanti, di modo da ancorare saldamente la pianta al suolo, e presentano numerose diramazioni e radichette secondarie che creano una fitta maglia attorno al fittone, ancorandosi saldamente in crepe e fessure tra le rocce. Comuni sono le micorrize fungine, dove spesso si rinviene Cenococum graniforme, considerato un fungo tipico dei boschetti di Larix lyallii. Queste simbiosi svolgono un ruolo attivo nella ricerca e nell'uso più efficiente delle disponibilità idriche delle zone di crescita di Larix lyallii, che possono diventare peculiari nel caso di suoli particolarmente sottili e rocciosi come quelli liberati da poco tempo dai ghiacciai. 
Mediamente questo larice vive da 400 a 500 anni, ma molti esemplari arrivano agevolmente a 700-750 anni e i più vecchi possono raggiungere e superare i 1000.

### Corteccia e legno
La corteccia è sottile (meno di 1 pollice, ossia 3 cm), finemente intrecciata, liscia negli esemplari giovani poi profondamente solcata e spaccata negli adulti. Presenta colore giallo-grigio nella pianta giovane, per poi virare dal rosso scuro-marrone al grigio-violaceo con l'avanzare del tempo. Contiene tannini e resine. A differenza del Larix occidentalis, la corteccia del Larix lyallii è relativamente sottile, una caratteristica poco comune nelle conifere d'alta montagna. Nei giovani rami di un anno si presenta ricoperta di una fine peluria bianca protettiva, che persiste fino al terzo anno. Ha inoltre consistenza più ruvida e colore grigio-nero.
Essendo particolarmente sottile è molto suscettibile al fuoco, che risulta alimentato anche dalla componente tannica e resinosa in essa contenuta. Il legno presenta buone qualità xilologiche: è resistente, pesante e durevole, anche se resinoso. Il duramen bruno-rossastro è circondato da un sottile alburno bianco opaco-giallastro e presenta vasi resinosi evidenti e capienti, contenenti una resina arancio-rossastra e aromatica. Gli anelli legnosi annuali, a causa delle condizioni ambientali di crescita, sono solitamente piccoli e sottili.

### Foglie
Gli aghi sono caduchi, di colore verde pallido (tendente al bluastro) d'estate e giallo intenso in autunno. Si presentano teneri ed erbacei appena spuntati, in seguito duri, lunghi 20-35 mm × 0,6-0,8 mm e spessi 0,4-0,6 mm. Hanno forma squadrata con quattro lati e sono riuniti in gruppi di 30-40 esemplari su brevi e leggeri piccioli verde-bluastri lunghi 2-4 cm. 

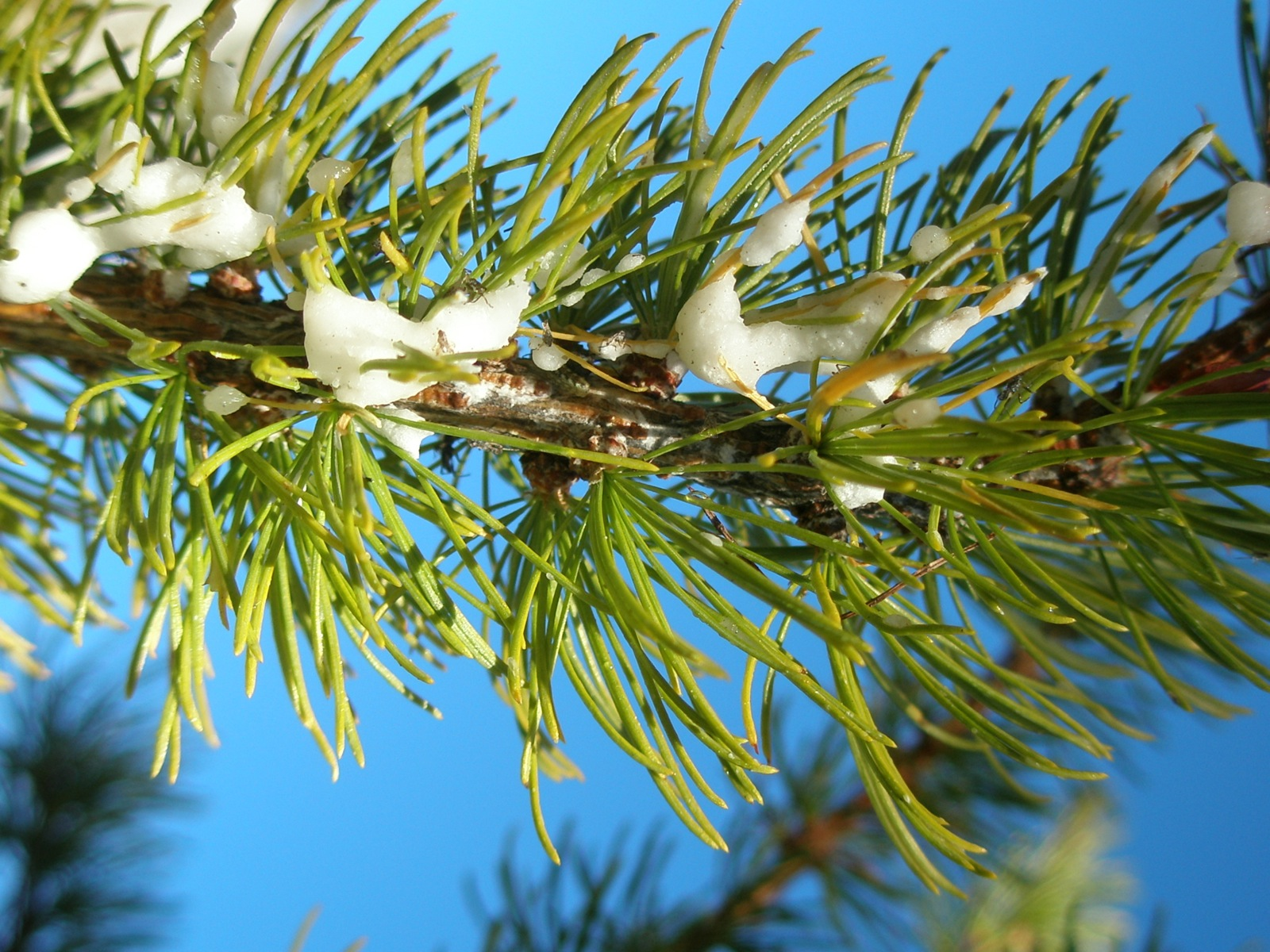
Fogliame estivo

Presentano una carenatura sul lato opposto più distante dall'asse centrale e una doppia angolatura sul lato ad esso più vicino. Si sviluppano dalla fine di maggio alla metà di giugno e cadono dalla fine di settembre ai primi di ottobre, virando lentamente dal consueto verde ad un giallo intenso, fenomeno dovuto alla demolizione della clorofilla da parte della conifera e della conseguente messa in evidenza dei pigmenti secondari, ossia carotenoidi, antociani e altri composti minori, normalmente nascosti dalla componente verde. Si sviluppano anche da germogli epicormici negli esemplari adulti.
Gli aghi presentano due canali resiniferi di 40-80 µm situati ai margini, ognuno circondato da 6-10 cellule epiteliali. Il Larix lyallii genera strobili da rami già lignificati e non dai germogli, fenomeno che avviene solo in caso di individui debilitati. La caduta delle foglie e la dormienza sono controllati dal fotoperiodo, anche se la siccità estiva può indurre un precoce ingiallimento delle foglie.
La sua capacità di crescere più in alto di altre conifere è dovuta ad una maggiore resistenza alle perdite d'acqua (congelamento) in inverno, fenomeno sempre dovuto alla permanenza stagionale degli aghi.

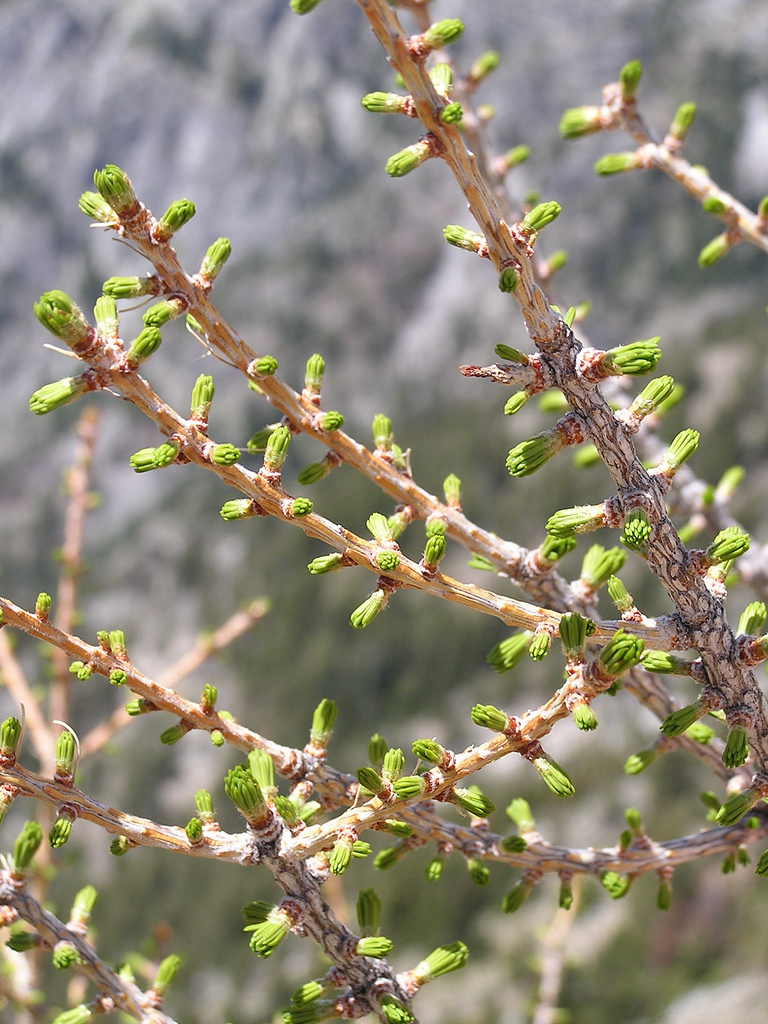
Giovani germogli fogliari in accrescimento

Il suo fogliame relativamente tenero e deciduo richiede una maggior quantità di acqua durante l'estate rispetto ad altre sempreverdi, rendendo necessari siti di crescita (suolo e/o clima) piuttosto umidi. Questo è dovuto in parte alla mancanza di quelle caratteristiche fisico-strutturali che si ritrovano, invece, negli aghi adattati alla sopravvivenza invernale.
Il periodo vegetativo di questo larice è limitato, a causa delle condizioni di vita estreme a cui è sottoposto, a soli 90 giorni circa. L’inizio dello sviluppo primaverile è innescato quando la temperatura media dell'aria raggiunge i 4 °C, in genere a fine maggio. Il germogliamento si verifica per la maggior parte in luglio e progredisce rapidamente. La crescita in altezza di un piccolo larice subalpino ha valori medi di circa 1,5 cm all'anno, durante i primi 25 anni. È grazie alla perdita degli aghi in autunno che questa conifera riesce a mantenere una forma eretta, altrimenti verrebbe facilmente deformata e schiacciata dal peso della neve accumulata su rami e aghi.

### Fiori e strobili
Conifera monoica, raramente ermafrodita, con fiori unisessuali distinti e presenti contemporaneamente sulla stessa pianta. I coni maschili e femminili sono sostenuti separatamente da brevi appendici (simili a germogli) legnose di forma cilindrica e sparse tra le foglie-cuscinetto protettive, anch'esse cilindriche, dei germogli veri e propri. Sono generalmente monosporangiati. La fioritura avviene circa una settimana prima che le foglie emergano, con i germogli a fiore che iniziano a gonfiarsi entro la fine di maggio. I fiori femminili sono conetti viola brillante, a volte verdi. Sono più evidenti di quelli maschili, che sono piccoli coni violacei di 4-5 cm di lunghezza a settembre (coni dell’anno successivo).
I fiori maschili presentano granuli pollinici di 78 - 93 µm di diametro contenuti in sacche polliniche pigmentate. A differenza di quelli delle altre Pinacee non sono dotati di sacchi aerei, ma si presentano sferici e semplici, caratteristica tipica degli appartenenti alla sottofamiglia Laricoidee.
Il polline viene disperso dal vento durante giugno, in condizioni atmosferiche che devono essere necessariamente asciutte per il successo riproduttivo. Da settembre piccoli coni violacei fecondi di 4-5 cm di lunghezza e 1,9 cm di larghezza emergono a formare gli strobili veri e propri, che sono lignificati e di colore marrone scuro a maturazione, avvenente nell'autunno dell'anno precedente la nuova fioritura (settembre).

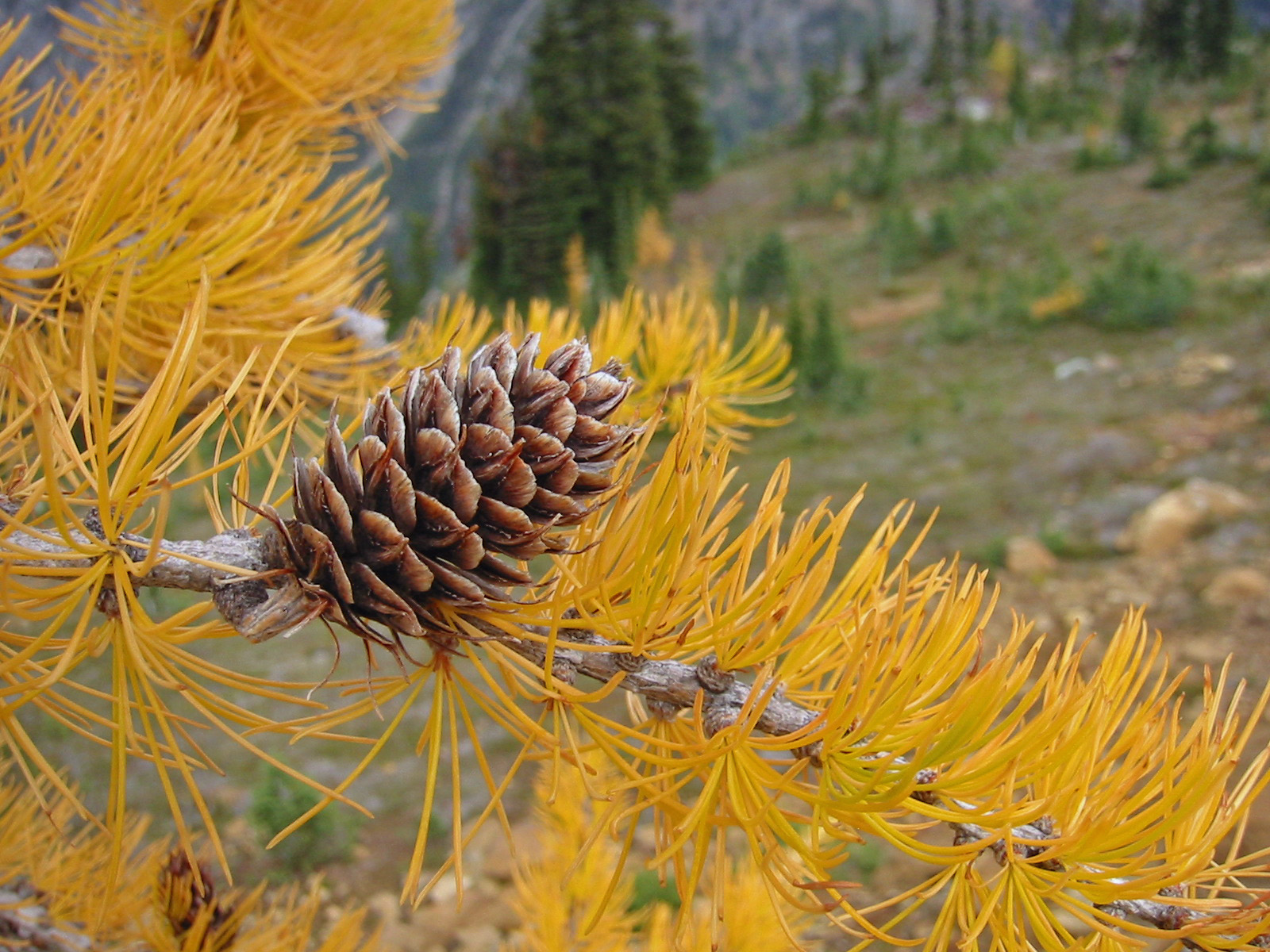
Aghi in veste autunnale e strobili su ramo di Larix lyallii

I coni, o strobili, femminili contenenti i semi (strobili fecondi o pigne) sono lunghi 2,5-4 cm (raramente 5 cm) × 1,1-1,9 cm di larghezza; generalmente si presentano di colore rosso-violaceo da giovani e viranti al marrone scuro con l'avanzare dell'età e della lignificazione, ma possono presentare un'elevata variabilità, con una gamma di colori che va dal rosso-giallo al viola-verde. Hanno squame sottili con brattee strette, lunghe e ribaltate, che si estendono al disopra delle prime; le brattee hanno dimensioni di 4-5 mm, superando con le squame mature i 6 mm. Gli strobili sono situati su piccoli steli curvi grandi da 2,5-4 mm a 3-7 mm; con squame di 45-55 mm e margini irregolari, tomentosi sul lato superficiale opposto all'asse centrale.
Una bassa produzione di coni può essere attribuita al gelo di fine stagione. Altri fattori che limitano la riproduzione sono sconosciuti anche se il successo riproduttivo di questo larice si verifica raramente, cosa dovuta probabilmente all'ambiente particolarmente freddo in cui vive e che ne ha determinato una assai più ristretta diffusione rispetto al principale larice americano (Larix laricina).

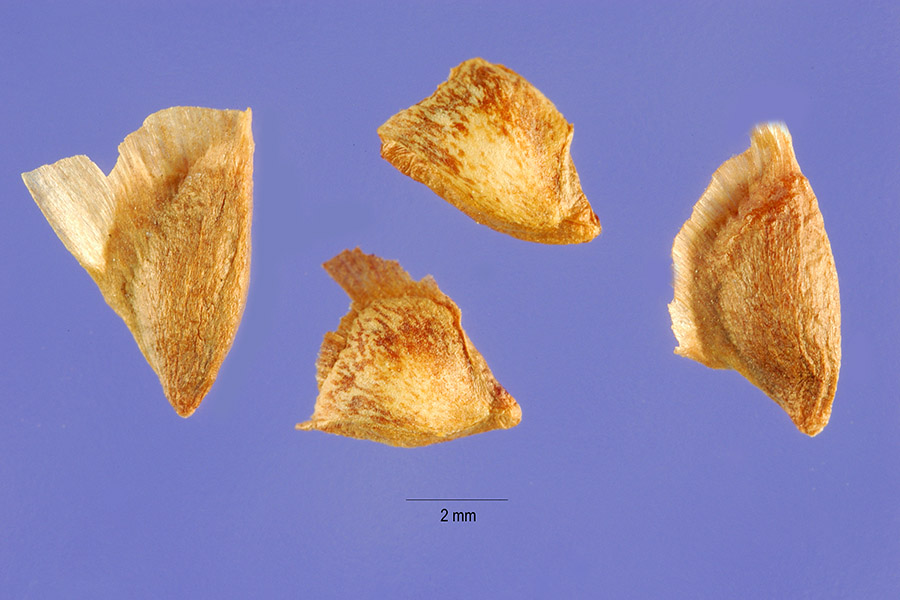
Semi alati di Larix lyallii

I semi si presentano alati, di colore variabile dal giallo al viola, con corpo di 3 × 2,7 mm e ala rosa pallido di 6 mm. Il peso di mille semi è 3,2-4,3 g. Generalmente il Larix lyallii inizia a produrre strobili in discreta quantità raggiunti i 100 anni d'età, anche se solitamente non produce semi fertili in quantità elevata fino all'età di 200 anni circa. Questi sono diffusi dal vento nel mese di settembre, dopo l'apertura dei coni maturi; le slavine possono trasportarli anche a quote più basse. I semi germinano nel mese di luglio appena dopo il disgelo e richiedono elevata luminosità e basse temperature per svilupparsi correttamente.
Venti secchi ed alte temperature sul versante di crescita contribuiscono alla scarsa germinazione. I boschi da seme più importanti e produttivi si trovano nel Montana. La germinazione è di maggior successo su suolo minerale umido, su esposizioni settentrionali o in radure non completamente esposte al sole del pomeriggio. Le piantine appena emerse hanno generalmente cinque cotiledoni, anche se possono nascere esemplari anomali con quattro o sei. Appena spuntate sono strette e sottili, alte 1,0-1,5 cm appena. La germinazione è epigea. Per i primi 20-25 anni la crescita è in genere molto lenta (ma diviene più rapida in seguito) e l'albero rimane basso per favorire un'ampia ramificazione, riducendo così i possibili danni da vento e neve tipici delle zone d'alta montagna che altresì danneggerebbero i giovani larici.
A seguito dell'adattamento a tali condizioni si avranno alberi di altezza ridotta e con radici profonde e sviluppate, fenomeno riscontrabile in molte specie di alta montagna delle zone centro-settentrionali del nostro emisfero. Ciò per avvenire richiede basse temperature e molta luce, che stimolano la radicazione e la formazione di ampi tessuti di riserva ricchi di amidi, ubicati nella zona meno esposta agli agenti atmosferici e alle intemperie (il sottosuolo). Le giovani piante presentano talvolta foglie sempreverdi in alcuni tratti di chioma o, in rari casi, su tutta la pianta (in media circa il 25-30% della superficie fogliare totale) per favorire e migliorare l'attecchimento e l’accrescimento iniziale. Questo fogliame anomalo dura circa 2 estati. Studi fisiologici suggeriscono che questa chioma sempreverde transitoria sia importante per lo sviluppo del giovane albero, perché lo rende meno soggetto a stress da siccità in estate.

## Distribuzione e habitat

### Distribuzione geografica

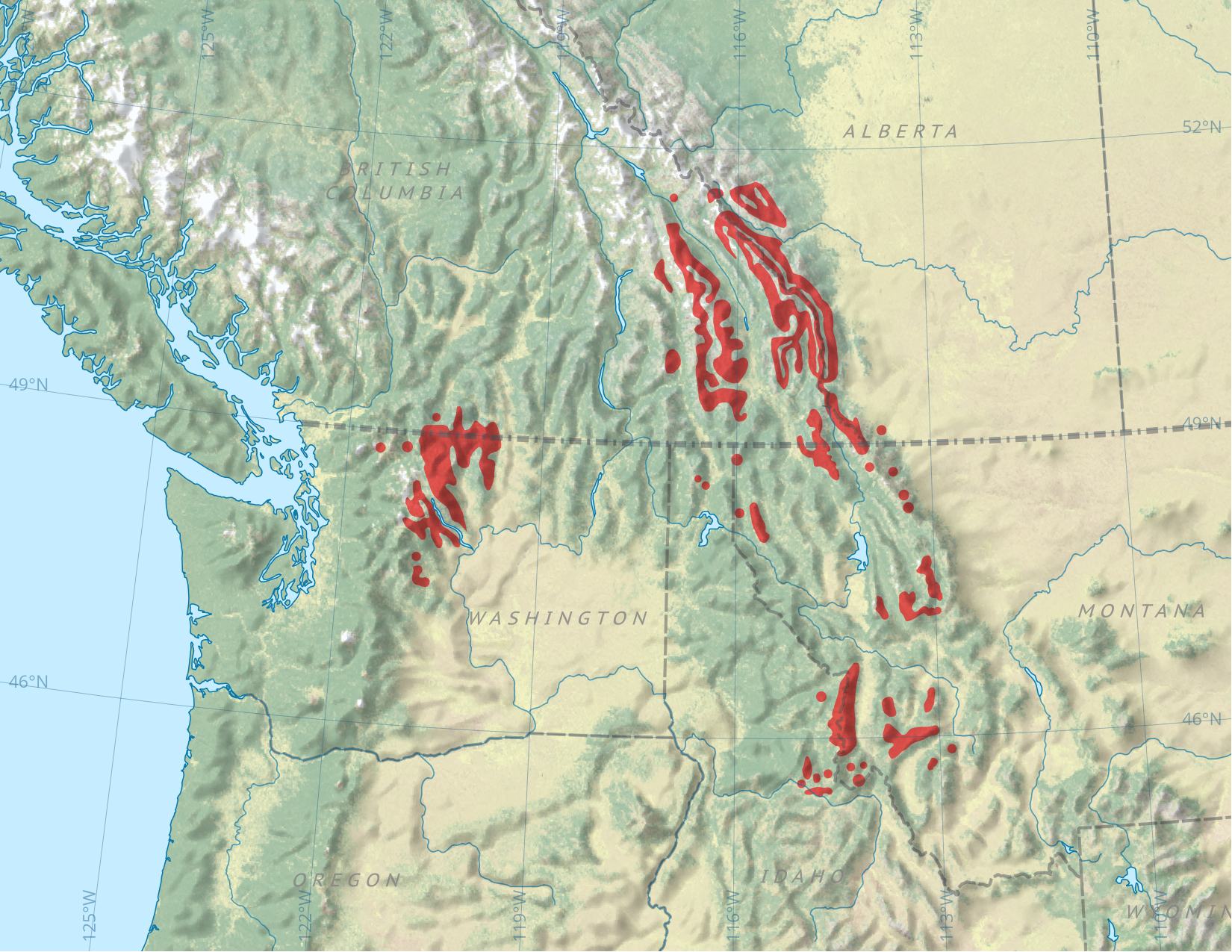
Distribuzione di Larix lyallii nel continente nordamericano

Il Larix lyallii occupa un areale più ristretto rispetto al Larix laricina. È presente sul territorio nordamericano con due popolazioni disgiunte situate su aree ben circoscritte delle due principali catene montuose del Nordamerica occidentale: le Montagne Rocciose del Nord e la Catena delle Cascate settentrionale tra Stati Uniti e Canada. Le due popolazioni sono separate nei loro punti più vicini, precisamente a sud della Columbia Britannica, da circa 200 km di distanza. Questa lacuna nella distribuzione della specie generalmente coincide con l'assenza di habitat idoneo. La ripartizione sulla Catena delle Cascate è considerata un nucleo disgiunto della popolazione principale, in quanto presente in minor quantità. L’areale attuale rispecchia gli ultimi dinamismi post-glaciali e le migrazioni che questa specie ha effettuato a partire dai rifugi glaciali.
Il Larix lyallii si trova in ambienti subalpini o altimontani: nelle Montagne Rocciose è presente dal sud della Columbia Britannica e dell'Alberta, in Canada, fin lungo lo spartiacque continentale, con una cospicua presenza che parte dalle Salmon River Mountains dell'Idaho centrale al Parco nazionale Banff. L'areale si estende poi alle zone centro-settentrionali e centro-orientali di Idaho e Montana, nei cui confini è particolarmente presente nei siti di Salmon River Mountains, Bitterroot, Anaconda-Pintler (in zone da 2560 a 2800 m), Whitefish, e Cabinet Ranges.
Nella Catena delle Cascate il Larix lyallii si trova, come nucleo disgiunto da quello originale, principalmente ad est del Divide Cascade (zona che divide in 2 parti speculari est-ovest la catena montuosa lungo l'asse nord-sud) e si estende dai Monti Wenatchee del centro di Washington fin verso nord, entrando per circa 21 km all'interno della Columbia Britannica dal confine statunitense. Sempre a Washington, l'areale occupato da questo larice si estende nella zona vulcanica delle Cascate settentrionali orientali, occupando parte del North Cascades National Park.
Nel Montana e Alberta nordoccidentale, in Columbia Britannica e nel sud-est, le laricete si trovano generalmente a quote comprese tra 1980 e 2380 m, mentre nelle Cascate settentrionali fra i 1830 e 2290 m.

### Habitat e interazioni
Il Larix lyallii è una conifera pioniera di ambienti d'alta quota, in zone comprese tra la fascia montana e quella subalpina, dove le temperature medie sono sotto zero per circa 6 mesi all'anno. Il manto nevoso compare verso la fine ottobre per raggiungere il suo massimo a metà aprile, dove può permanere in certe zone fino a luglio. È con molta probabilità una specie relitta, che occupava un tempo un'area molto più vasta di quella odierna. A quote più basse perde di competitività a discapito di altre conifere per via del fogliame deciduo che non le permette di svolgere la fotosintesi e il conseguente accrescimento durante il periodo invernale.

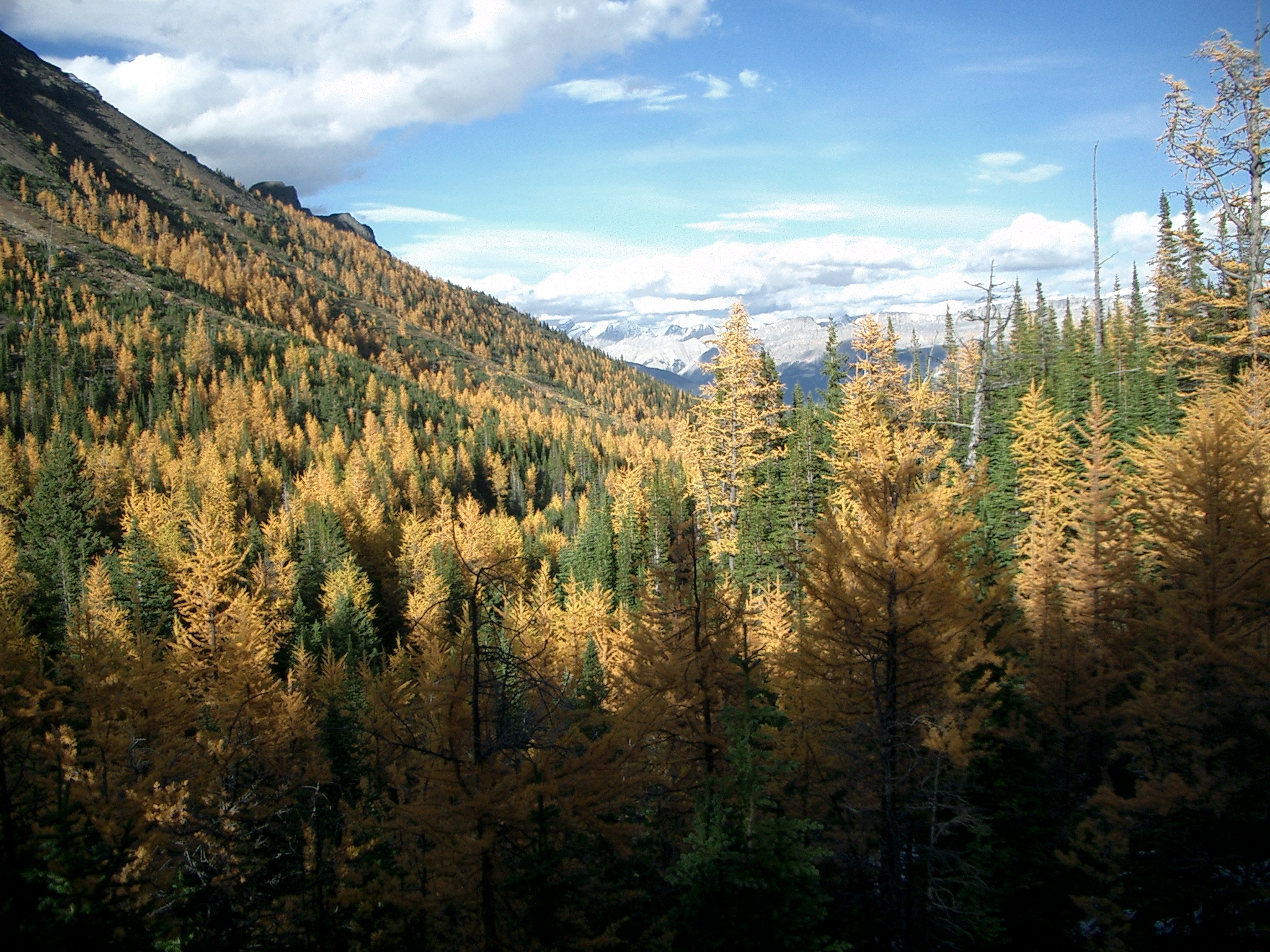
Bosco misto di Larix lyallii e Abies lasiocarpa nel Banff National Park, Canada

Sviluppa su prati magri, su pascoli con suoli immaturi e spesso sterili o quasi, su suoli ricchi di granito e quarzite, in zone rocciose con substrato poco profondo (immaturo) non occupato precedentemente da altre piante vascolari. L’optimum è però costituito da suoli profondi, fertili, silicei, ricchi, ben drenati e freschi, specie se non vi sono altre conifere competitrici. Vegeta bene anche tra grandi massi, crepe, rocce e in zone con pochissimo strato attivo. È specie acidofila, rifugge dal calcare e dalle dolomie, al contrario del Larix laricina e dei larici euro-asiatici. Puó sopravvivere in terreni acquitrinosi a pH acido. I siti colonizzati sono generalmente poveri o molto poveri, in quanto le basse temperature e l'ambiente acido non favoriscono la crescita microbica e il corretto accumularsi di sostanza organica nel suolo. Questi si presentano quindi sottili, ricchi di scheletro e con apprezzabili componenti argillose e/o limose, in presenza di pH acido variabile da 3,9 a 5,7. Durante il Pleistocene le zone oggi occupate dal larice subalpino erano interamente ricoperte da ghiacciai, che si sciolsero circa 12 000 anni fa, riducendosi fino ad occupare gli spazi odierni. Il clima freddo che ancora oggi caratterizza le alte quote non favorisce la pedogenesi né verso la componente biotica né per quanto riguarda le reazioni chimiche inorganiche. In luoghi asciutti il Larix lyallii si trova nei pressi dei corsi d'acqua glaciali o siti di percolazione della stessa. Si adatta bene ai suoli vulcanici della Catena delle Cascate, che si presentano solitamente ben differenziati in strati e con pH molto acido. Il Larix lyallii ha scarsa tolleranza all'ombra (specie eliofila) richiedendo, per svolgere correttamente la fotosintesi, una quantità di luce superiore rispetto ad altre conifere d'alta quota e non sviluppando di conseguenza bene sotto copertura pur mostrando un'elevata competitività verso le altre specie.

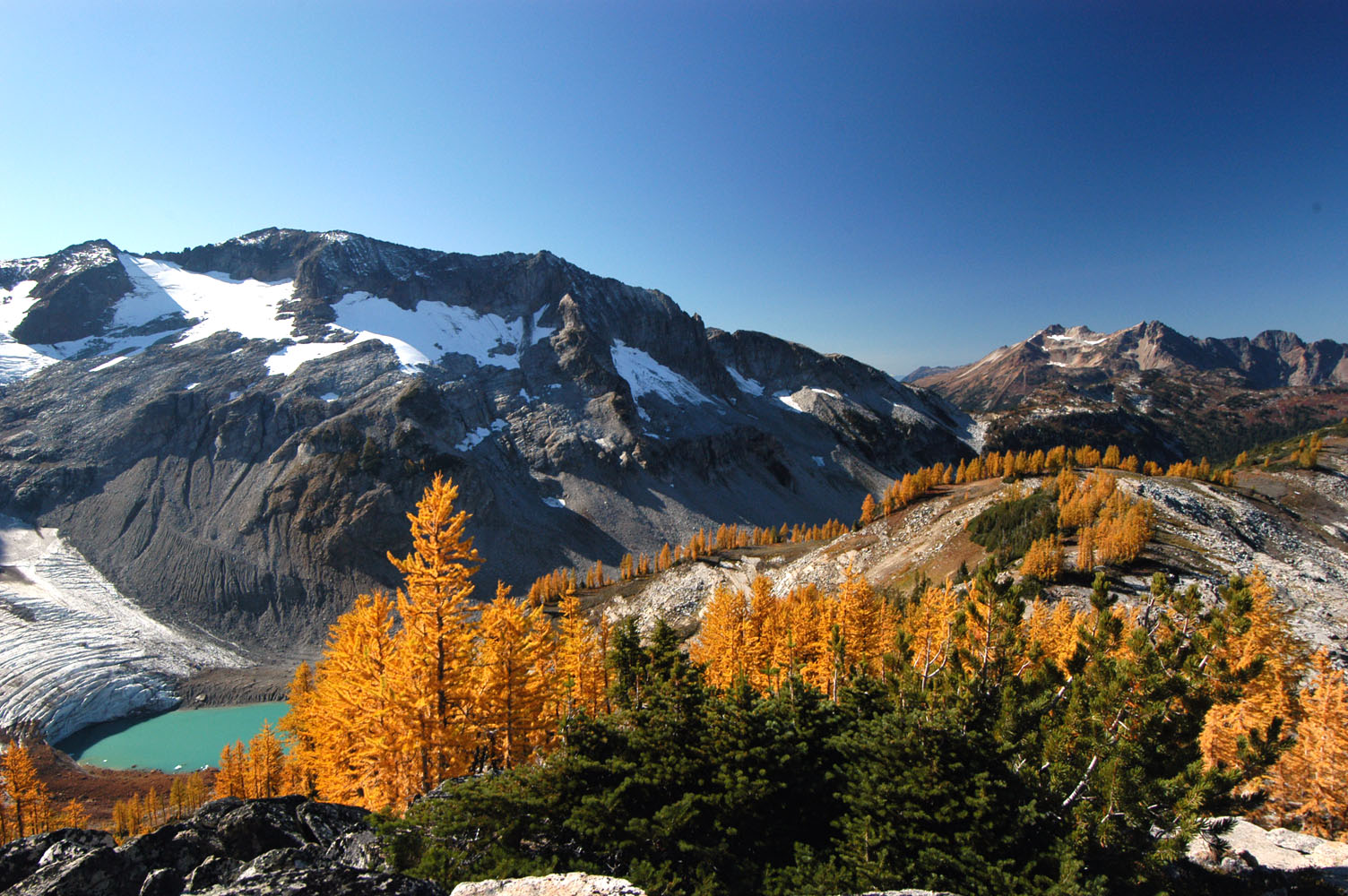
Pionierismo in atto su sassaie post-glaciali (Larix lyallii e Pinus spp.)

Negli ambienti di crescita non sono rari anche in estate fenomeni freddi fuori stagione e precipitazioni nevose (neve, nevischio ecc...). La piovosità media delle zone in cui sviluppa il Larix lyallii è compresa in un range di 800-1900 mm annui, con il suo massimo nella zona settentrionale della Catena delle Cascate, a Washington. Il periodo più asciutto è l'estate, dove una modesta quantità di pioggia cade in luglio e agosto, con una media di 25-50 mm al mese nelle zone americane in gran parte associata a temporali. Nelle Montagne Rocciose canadesi le precipitazioni estive sono maggiori, circa 50-90 mm al mese. Periodi di siccità possono verificarsi a fine estate ma hanno scarsi effetti in quanto il suolo è ricco dell'acqua accumulata durante la stagione fredda che si raccoglie in ampie venature sotterranee, anche se i substrati più sottili e sassosi possono asciugarsi e causare difficoltà all'attecchimento delle plantule nate da seme. L'umidità relativa delle aree d’alta quota è mediamente maggiore rispetto alle quote più basse, per via delle minori temperature e dell’altezza. Venti di cresta particolarmente violenti sono molto comuni in queste zone, raggiungendo spesso la velocità d'uragano di 117 chilometri all'ora (73 mph).
Il Larix lyallii sviluppa bene nei versanti dei bacini posti a settentrione e a quote molto elevate, dove forma la fascia forestale superiore. Nelle zone canadesi, dove le precipitazioni sono maggiori, si trova abbondante anche nei versanti esposti a sud. 
Forma boschi radi, puri o misti con altre conifere nordamericane d'alta montagna, in particolare Abies lasiocarpa, Pinus albicaulis, Pinus flexilis, Picea engelmannii e Tsuga mertensiana, associandosi in piccoli boschetti vicino al limite superiore della vegetazione arborea o in formazioni disperse, solitarie, con alberi rachitici e a volte circondati da vegetazione erbacea e/o arbustiva tipica dei luoghi alpini. Frequente è la presenza nelle laricete di esemplari di altre conifere che, non riuscendo a svilupparsi correttamente nelle zone più alte e fredde (dove riesce invece il Larix lyallii), rimangono bassi e diventano parte integrante del sottobosco. Nella competizione interspecifica solamente il Pinus albicaulis, nei siti più caldi e soleggiati, riesce a crescere e competere all'ombra delle laricete, anche se di solito tende a sviluppare ai margini delle stesse. Spesso le conifere che coabitano nel suo stesso habitat formano caratteristici filari simili a tralicci situati al riparo di più ampi boschetti di larice. Il Larix lyallii svolge anche un importante ruolo nella stabilizzazione del manto nevoso e roccioso d'alta montagna, riducendo i rischi di valanghe e frane.
La distribuzione discontinua di questo larice è probabilmente dovuta al fatto di essere un relitto post-glaciale di un areale continuo, preesistente in un antico momento freddo, più ampio e diffuso, senza frammentazioni. I popolamenti di Larix lyallii sono spesso isolati e radi, coprenti, si è stimato, una superficie media inferiore a 0,02 ettari per boschetto esistente.
Singoli esemplari, o più raramente laricete situate a quote inferiori, si trovano nelle forre di media montagna più fresche delle Cascate settentrionali e presentano migliore forma e sviluppo, mentre alle quote più elevate abbiamo alberi sparsi o isolati, spesso deformati dagli agenti atmosferici come quelli rinvenibili nella famosa lariceta di Trapper Peak, a Bitterroot (Montana).

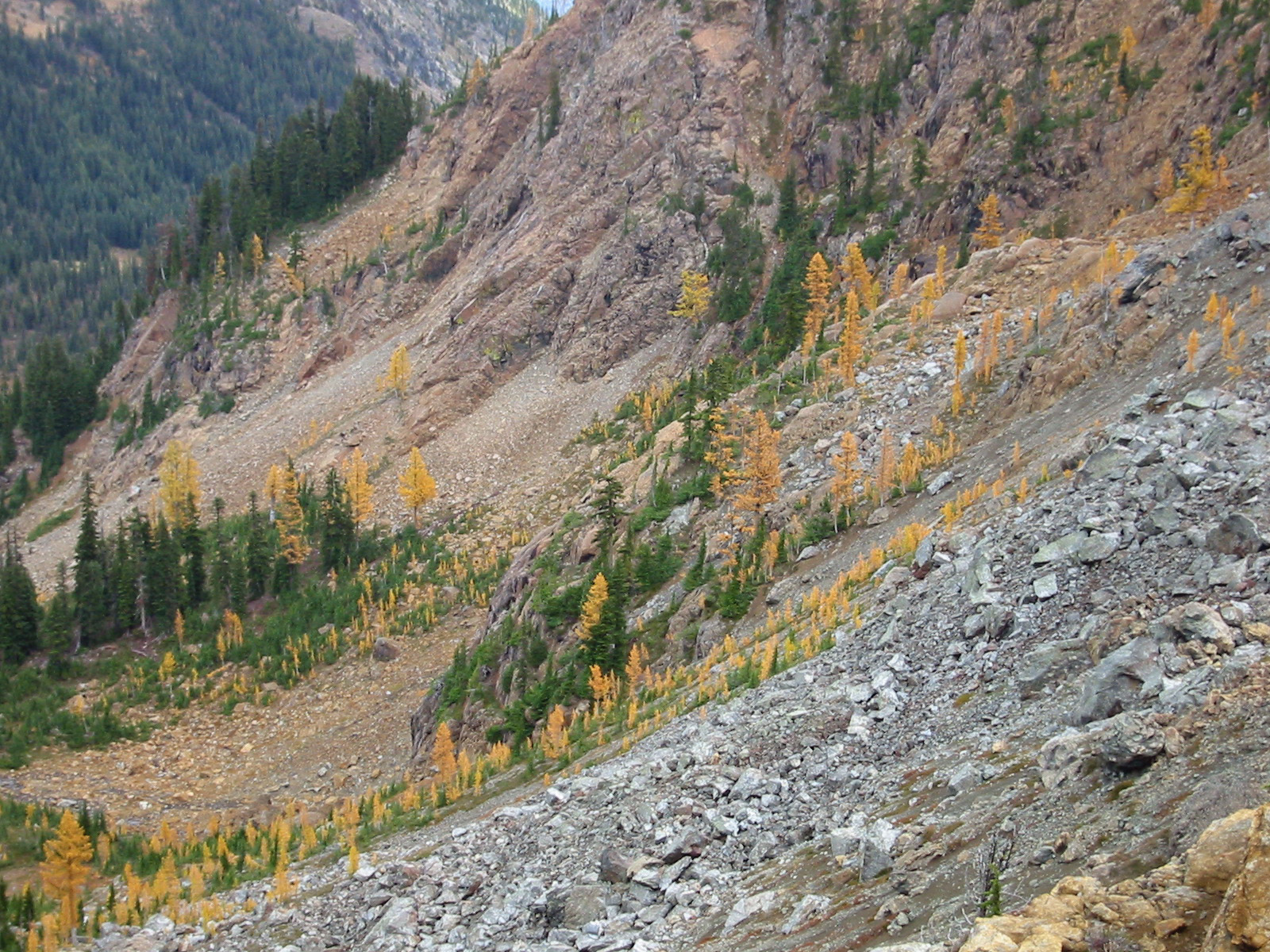
Esemplari di Larix lyallii in veste autunnale (giallo)

Il Larix lyallii condivide l’habitat con Abies lasiocarpa, Pinus albicaulis e Picea engelmannii verso i quali si presenta spesso come specie ecologicamente dominante. Il sottobosco che si sviluppa nelle zone di crescita comprende Erica montana americana (Phyllodoce empetriformis), Luzula hitchcockii e Vaccinium scoparium (Mirtillo nordamericano). Il larice subalpino rinnova bene dopo incendi, valanghe, o altri disturbi naturali. In alcune occasioni può colonizzare come pioniera aree bruciate all'interno della zona occupata da Abies lasiocarpa, al disotto dei consueti limiti di quota. Questa tendenza rigenerativa è favorita da esposizioni settentrionali e da elevate altitudini del versante.
Per molte specie di uccelli e di mammiferi i semi, la corteccia e gli aghi di Larix lyallii sono una fonte importante di sostentamento, soprattutto per capre, cervi, orsi grizzly e scoiattoli. Tra i volatili i Dendragapus sono quelli che più si avvalgono dei semi di larice, che rappresentano uno dei più importanti alimenti estivi per questo genere. Le laricete fungono anche da linea spartiacque per diverse specie animali tra l'ambiente montano e quello subalpino e tra quello subalpino e quello superiore. 
A causa delle elevate esigenze edafo-climatiche e della sua scarsa importanza forestale e produttiva, per via di dimensioni e caratteristiche, questo larice non è stato impiantato in nessun altro luogo all'infuori di quello d’origine anche se alcuni scienziati provenienti da diversi paesi (Svizzera, Islanda, Giappone e Nuova Zelanda) e interessati al rimboschimento protettivo d’alta quota (controllo delle valanghe) o alla stabilizzazione forestale degli alti pascoli su siti particolarmente freddi, hanno chiesto e ottenuto in passato semi di Larix lyallii dal Servizio Forestale dell'USDA per avviare sperimentazioni e confronti con altre specie di larice.

## Avversità
Il Larix lyallii presenta un elevato grado di resistenza contro le avversità climatiche e anche se queste agiscono abbastanza frequentemente, la resistenza mostrata unita ad una scarsa minaccia antropica sembrano essere sufficienti a mantenere la specie in tutta la sua integrità. È pertanto indicata dalla IUCN come poco preoccupante con trend di popolazione stabile.
Il principale agente di dannosità per questo larice è lo sradicamento causato dal vento, ma se alcuni rami rimangono attaccati al fusto la pianta riesce solitamente a continuare a vegetare e a riprodursi. Il congelamento e la carenza di acqua liquida possono anch'essi portare alla morte, anche se con minor frequenza. A volte la fase vegetativa è talmente breve che il legno non fa in tempo a maturare e indurirsi, cosicché durante l'inverno i succhi cellulari congelano con conseguenti spaccature delle cellule e morte dei tessuti.

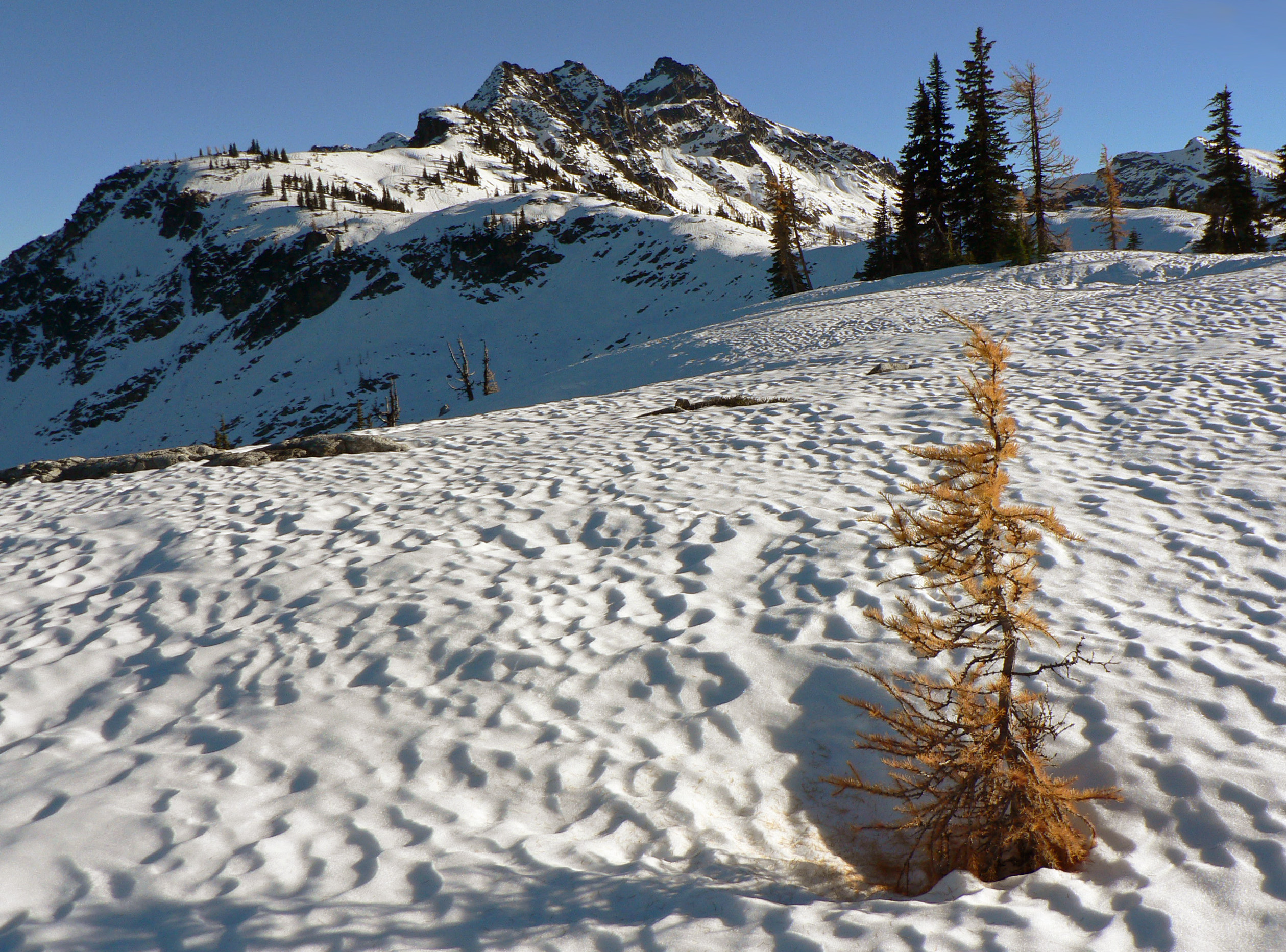
Rinnovazione affermata di Larix lyallii

Le malattie e i parassiti che minacciano questa conifera sono in prevalenza insetti (ditteri dei coni) e funghi (ad es. Meria spp.), in special modo il marciume bruno del durame (causato da Laricifomes officinalis, un micete presente anche in Europa) e da un altro fungo a tutt’oggi sconosciuto che causa una malattia simile al cancro del larice europeo (Lachnellula willkommii). Questo parassita crea rigonfiamenti notevoli su fusticini, ramoscelli giovani e maturi, interessando a volte anche il tronco di alberi adulti. Questi miceti indeboliscono la pianta ma di solito non sono causa di morte. Malattie di minore importanza sono ruggini fungine (Melampsora medusae e Melampsora occidentalis), batteriosi (da Sarcotrochila alpina) e altri funghi come Hypodermella laricis, che ha gravemente infettato in passato numerose laricete in Columbia Britannica. Due ulteriori funghi, Lachnellula occidentalis e Lachnellula suecica, sono in grado di causare cancri rameali, ma nessuno dei due ha mai dato seri problemi alla specie. Anomali rigonfiamenti a grappolo e spaccature dei rami sono presenti in vari esemplari in tutte le zone geografiche dell’areale e potrebbero essere causati da vischio nano, da un'infezione fungina o forse anche da un'aberrazione genetica.
Il Larix lyallii è specie molto sensibile alle gelate tardive, per cui necessita di ambienti con inverni lunghi e freddi. Tra gli insetti più pericolosi di possibile introduzione si segnala Coleophora laricella, di cui si teme il passaggio dalle laricete di Larix occidentalis situate a più bassa quota a quelle di Larix lyallii.

## Specie simili

### Differenze conLarix occidentalis
Larix lyallii e Larix occidentalis (appartenenti entrambi al genere Larix sez. Multiseriales) sono morfologicamente e tassonomicamente vicini e hanno range geografici simili, essendo entrambi limitati a poche zone montuose condivise di Stati Uniti e Canada occidentali. La differenza morfologica più evidente tra le due specie è che Larix lyallii non raggiunge le dimensioni assai più imponenti del larice occidentale, presenta germogli e giovani ramoscelli ricoperti da una fitta peluria tomentosa (mentre sono glabri quelli di Larix occidentalis) e forma una chioma più ampia e regolare. Le due specie si distinguono inoltre anche dalla morfologia degli aghi, che presentano 3 lati nel Larix occidentalis e 4 lati in Larix lyallii; dagli strobili, che sono portati su brevi piccioli nel larice occidentale mentre sono quasi sessili nel larice subalpino; e dalla corteccia, di maggior spessore in Larix occidentalis.
Le relazioni genetiche tra le due specie non sono state ancora ben determinate, ma si ipotizza una probabile origine da un antenato comune simile al Larix potaninii Batalin. esistito in Nordamerica. Sebbene le aree geografiche delle due specie si sovrappongano considerevolmente, vi sono differenze di circa 150-300 m di dislivello tra i luoghi di crescita a separarli, in quanto il Larix lyallii non riesce a vivere a quote inferiori ai 1800 m, mentre il larice occidentale scende anche a 500 m. Questa separazione, per quanto appaia modesta, è in realtà netta ed ecologicamente marcata. Alcuni esemplari a morfologia intermedia, di probabile origine ibrida, sono stati identificati negli Stati di Washington e Montana. Tramite l'ibridazione con il larice occidentale si ha la formazione di un albero geneticamente diverso da entrambe le specie. Questi ibridi occupano in genere un'area geografica in cui riescono a coabitare i due diversi larici, solitamente separati l'uno dall'altro dal dislivello, oppure la zona intermedia tra gli areali degli stessi. Gli ibridi possono ritrovarsi in quelle aree che hanno subito alterazioni naturali, come slavine o frane, che facilitano il contatto tra le due specie. Una di queste zone si trova nella Carlton Ridge Research Natural Area nella Lolo National Forest nel sud di Missoula, in Montana.
I due larici sono stati altresì incrociati tramite impollinazione artificiale in alcuni lavori scientifici e il seme risultante piantato. Differenze morfologiche ben evidenti sono state osservate tra i due Larix e gli ibridi ottenuti: Larix lyallii e Larix occidentalis presentano infatti diversità peculiari anche quando crescono fianco a fianco nello stesso sito, confermando che la loro diversità è genetica e non solamente morfo-ecologica.
La differenza con i larici ibridi può essere verificata in maniera speditiva e accurata analizzando i terpeni fogliari volatili: gli ibridi tra larice subalpino e larice occidentale sono infatti diversi da entrambi i parentali in maniera sensibile, ma probabilmente i quattro lati fogliari di Larix lyallii (aghi a quattro sezioni) risultano dominanti a livello allelico rispetto ai tre di Larix occidentalis, rendendo necessarie analisi più approfondite per la differenziazione morfo-genetica degli individui incrociati dal Larix lyallii. A differenza sempre del larice occidentale, il larice subalpino ha un ciclo generazionale di circa 10 anni più lungo (50 anni contro 40), fenomeno dovuto alle condizioni ambientali di vita più estreme che rallentano la crescita media annuale (anelli più stretti e maturazione fisiologica raggiunta più tardivamente) e lo sviluppo.

### Differenze conLarix laricina
Il Larix laricina, o larice americano, ha somiglianze su certi aspetti a Larix lyallii e Larix occidentalis, ma risulta del tutto assente nelle zone d'origine degli altri due e, al contrario di essi, si presenta diffusissimo in tutta l'area forestale nordamericana. Notevoli differenze si trovano nella morfologia del cono e di altre parti della pianta, come negli aghi (sezione a 3 lati come in Larix occidentalis ma colore verde-bluastro), nella struttura della chioma e nel portamento.

## Usi e primati

### Utilizzazioni

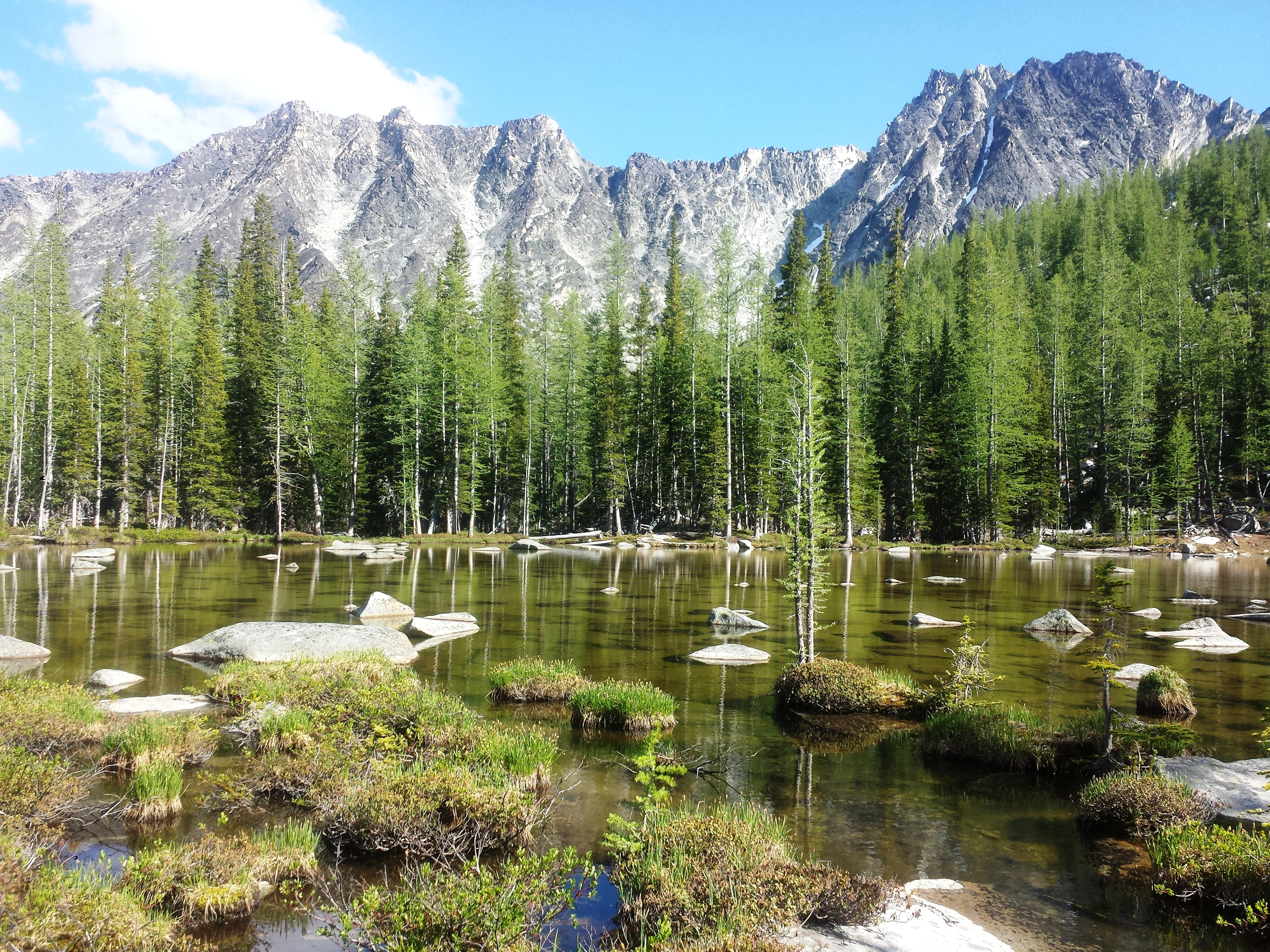
Lariceta in zona umida nelle Cascate Settentrionali

Le ridotte dimensioni raggiunte rispetto ad altre conifere e al contiguo Larix occidentalis, la distribuzione limitata ad un ristretto areale e la crescita al limite superiore della vegetazione arborea non conferiscono alcuna importanza commerciale a questo larice, avendo anche scarse qualità tecnologiche dovute alle frequenti deformazioni dei fusti causate dai forti venti che battono le zone d'alta montagna in cui cresce. Lo sviluppo ad altitudini così elevate e l’areale diffuso in zone poco accessibili del continente americano hanno infatti escluso ad oggi una convenienza economica allo sfruttamento forestale di questa specie. L'unico uso possibile (amatoriale e secondario) del suo legno bicolore duro, pesante e durevole è come combustibile, discreto però a causa della resina contenuta che a lungo andare può imbrattare di fuliggine la canna fumaria. L’incremento annuo di una lariceta di Larix lyallii è stato stimato essere solo da 0,7-1,4 m3/ha su siti aventi una produttività media alta. Nonostante questo il legno presenta buone qualità come gli altri larici e un gradevole aspetto dovuto al colore rosato del durame e bianco giallastro dell’alburno.

### Record
Il larice subalpino è una specie arborea nordamericana longeva, merito dovuto alla lenta crescita che il rigido ambiente d'alta montagna impone. Il record di longevità appartiene ad un esemplare scoperto a Kananaskis, Alberta, vecchio di 1917 anni nel 2012. 
Il più largo esemplare mai censito finora è stato rinvenuto sulla Catena delle Cascate nello Stato di Washington (Foresta Nazionale di Wenatchee): è alto 29 m e presenta un diametro record del tronco di 201 cm, mentre il più alto mai rinvenuto è un eccezionale esemplare di 46 m rinvenuto a Cabinet Ranges in Montana. Nei pressi di Larch Lakes, Washington, su terreni colluviali, si trova un popolamento che se ufficializzato presenterebbe gli esemplari di maggior diametro e altezza misurati, ma tali record non sono stati attualmente certificati dal Servizio Forestale dell'USDA. Nel Parco nazionale Banff vicino a Sentinel Pass, Alberta, è stato studiato un gruppo particolare di Larix lyallii che ha colonizzato una zona d’alta montagna liberata recentemente dai ghiacci, evidenziando le eccellenti capacità pioniere e d’adattamento di questa pianta in ambienti estremi e su suoli fortemente rocciosi (sassaie e colate detritiche di origine post-glaciale).